# Aeroportul Municipal Ephrata
Aeroportul Municipal Ephrata (IATA: EPH, ICAO: KEPH, FAA LID: EPH) este un aeroport din Washington, Statele Unite ale Americii ce deservește zona Ephrata⁠(d). A fost numit după zona deservită.
Situat la o altitudine de 389 m, aeroportul dispune de 3 piste.

## Infrastructură

### Piste
Aeroportul dispune de 3 piste: 
- pista 03/21 din asfalt, cu dimensiunile 5.500 picioare × 75 picioare
- pista 04/22 din asfalt, cu dimensiunile 3.467 picioare × 150 picioare
- pista 11/29 din asfalt, cu dimensiunile 3.843 picioare × 60 picioare